# Woodend (Moy and Dalarossie)

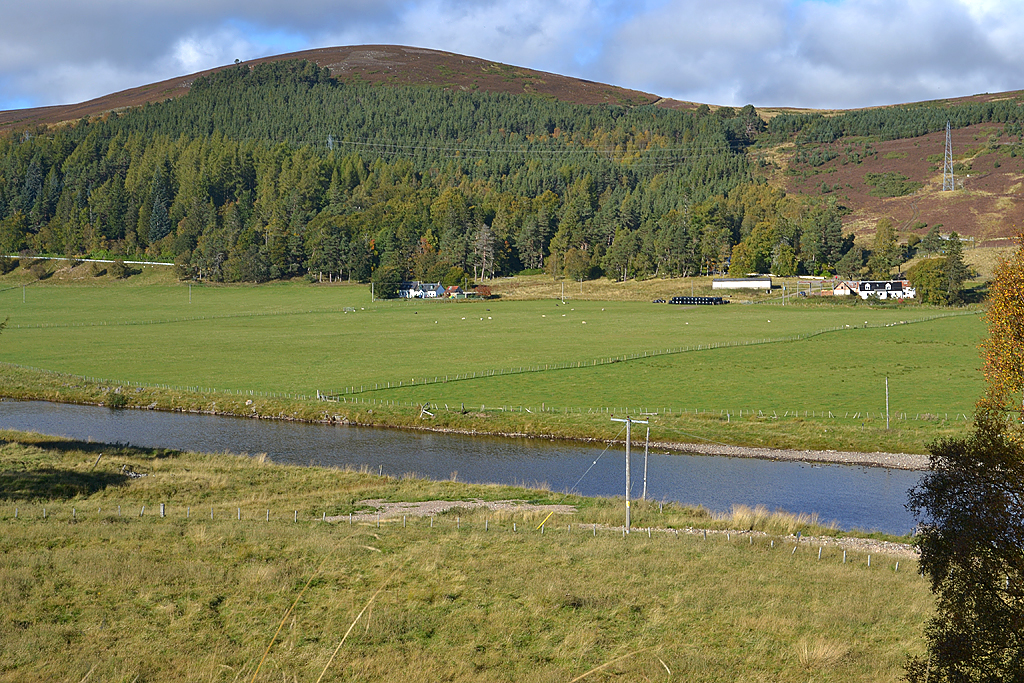
Blick vom gegenüberliegenden Flussufer auf Woodend

Woodend ist eine Ortschaft, die südöstlich von Inverness in der Region Highland im Norden von Schottland liegt. Im Rahmen der historischen Gliederung Schottlands in Civil Parishes zählt es zu Moy and Dalarossie, das zu Inverness-shire gehörte.

## Geographie
Woodend liegt oberhalb des nördlichen, linken Ufer des River Findhorn. Das Umfeld ist rein ländlich, der Ort umfasst zwei einzelne Bauernhöfe und hat keine hervorgehobene Bedeutung. Weiter oberhalb beginnt ein kleines Waldgebiet. Auf der gegenüberliegenden Seite des Findhorns liegt Clune.

## Verkehr
Verkehrstechnisch zu erreichen ist Woodend über eine Nebenstraße, die südlich von Tomatin vom übergeordneten Netz in südwestlicher Richtung abzweigt und in Coignafearn ended.